# Lang Yabou
Lang Yabou (* 10. Januar 1970 in Bambako; Schreibvarianten: Yarboe oder Yabo) ist ein gambischer Diplomat.

## Leben
Lang Yabou hat einen Master-Abschluss in Human Resource Management auf der Sheffield Hallam University in Großbritannien im Oktober 2004 und einen Bachelor-Abschluss in Handel auf der University of Pune (Indien) erworben.
In den öffentlichen Dienst begann Yabou seine Tätigkeit 1994. Von 2008 bis 2012 war Yabou stellvertretender Botschafter bzw. stellvertretender Hoher Kommissar und Leiter der Kanzlei der gambischen High Commission in Nigeria. Von September 2012 bis 2013 war er stellvertretender Staatssekretär für Verwaltung und Finanzen des Außenministeriums von Gambia. Yabou war von April 2013 bis 2018 gambischer Botschafter in Madrid (Spanien). Gleichzeitiger war er akkreditiert in Italien, Griechenland, Malta und Portugal sowie der Ernährungs- und Landwirtschaftsorganisation der Vereinten Nationen (FAO), Welternährungsprogramm der Vereinten Nationen (WFP), Internationaler Fonds für landwirtschaftliche Entwicklung (IFAD) und Welthandelsorganisation (WTO).
Ende Juli 2018 wurde er vom Präsidenten Adama Barrow als ständiger Vertreter bei den Vereinten Nationen bestimmt. Er war Nachfolger von Mamadou Tangara, der nach einer Kabinettsumbildung als Außenminister berufen wurde. Sein Akkreditierungsschreiben übergab Yabou an den Generalsekretär der Vereinten Nationen António Guterres am 18. Oktober 2018. Er wurde am 1. September 2022 von Lamin B. Dibba abgelöst und zum Staatssekretär im Außenministerium ernannt.

## Familie
Yabou ist verheiratet und hat zwei Kinder.